# Cư Huê
Cư Huê là một xã thuộc huyện Ea Kar, tỉnh Đắk Lắk, Việt Nam.
Xã Cư Huê có diện tích 27,5 km², dân số năm 1999 là 10.493 người, mật độ dân số đạt 382 người/km².

## Lịch sử
Ngày 20 tháng 12 năm 2021, HĐND tỉnh Đắk Lắk ban hành Nghị quyết số 42/NQ-HĐND về việc sáp nhập buôn Djă và buôn Duôn Tai vào buôn M’Hăng.